# Charles Thomas Jackson
Charles Thomas Jackson (Plymouth, 1805 – manicomio di Somerville, 1880) è stato un chimico statunitense.
Valente chimico, ebbe come allievo William Green Morton, cui suggerì nel 1841 l'uso dell'etere solforico come anestetico. Dopo la larga diffusione di questo metodo anestetico, Jackson si riconobbe come suo scopritore e polemizzò aspramente sia con lo stesso Morton sia con il dentista Horace Wells sia con il chirurgo John Collins Warren.
Jackson fu inoltre agronomo e previde l'uso di sostanze chimiche nel campo dell'agricoltura.